# Oststadt-Stadion
Le Oststadt-Stadion, également connu sous le nom de Oststadtstadion, est un stade de football allemand situé à Bothfeld-Vahrenheide, quartier de la ville de Hanovre, en Basse-Saxe.
Le stade, doté de 8 000 places et inauguré en 1972, sert d'enceinte à domicile à l'équipe de football de l'OSV Hanovre.

## Histoire
La construction du stade est achevée en 1972 et dispose d'une tribune d'environ 450 places.
La tribune en bois servait autrefois de tribune auxiliaire au Stadion Rote Erde de Dortmund. Après l'inauguration du Westfalenstadions en 1974, les installations dortmundoises sont devenues obsolètes et sont donc réinstallées sur plusieurs stades, comme le Oststadtstadion. Le toit du stade est quant à lui réinstallé au Rudolf-Kalweit-Stadion (autre stade de la ville de Hanovre) du SV Arminia Hanovre.
En mars 2010, la tribune est gravement endommagée par un incendie, causant des dommages matériels évalués à environ 200 000 €. Après la reconstruction du nouveau toit et de certaines parties de la tribune, le stade rouvre ses portes en juillet 2010, à l'occasion d'un match entre le OSV Hanovre et le VfL Wolfsburg.
En 2015, le stade accueille l'Eurodeaf, le championnat européen de football des sourds.

## Événements
- 2015 : Eurodeaf (Championnat d'Europe de football des sourds)